# DSA-417
La DSA-417 es una carretera perteneciente a la Red Secundaria de la Diputación Provincial de Salamanca que une la localidad de Villaseco de los Gamitos con la carretera  SA-305 .
Además, también pasa por la localidad de Encina de San Silvestre.

## Origen y Destino
La carretera  DSA-417  tiene su origen en Villaseco de los Gamitos en la intersección con la carretera  CL-517  y termina en la intersección con la carretera  SA-305  en Sando formando parte de la Red de carreteras de Salamanca.